# بنیگنو فیشال
بنیگنو فیشال (انگلیسی: Benigno Fitial؛ زادهٔ ۲۷ نوامبر ۱۹۴۵) یک سیاست‌مدار اهل ایالات متحده آمریکا است. وی هفتمین فرماندار جزایر ماریانای شمالی بود.